# آنیر-سور-واز
آنیر-سور-واز (به فرانسوی: Asnières-sur-Oise) یک کمون در فرانسه است که در Seine-et-Oise واقع شده‌است. آنیر-سور-واز ۱۴٫۰۷ کیلومتر مربع مساحت دارد.